# 本間隆 (チューバ奏者)
本間 隆（ほんま たかし、1950年5月24日 - 2023年4月24日）は、日本のチューバ奏者。
東京音楽大学チューバ科を卒業後、東京バリチューバアンサンブル、東京ブラスソサエティで活動した。また、高校吹奏楽部や市民バンドの指揮指導、聖徳大学講師として後進の指導をおこなった。